# Internazionali di Francia 1967
Gli Internazionali di Francia 1967, (conosciuti oggi come Open di Francia o Roland Garros) sono stati la 66ª edizione degli Internazionali di Francia di tennis. Si sono svolti sui campi in terra rossa dello Stade Roland Garros di Parigi in Francia.
Il singolare maschile è stato vinto da Roy Emerson, che si è imposto su Tony Roche in quattro set col punteggio di 6–1, 6–4, 2–6, 6–2. Il singolare femminile è stato vinto da Françoise Dürr, che ha battuto in tre set Lesley Turner. Nel doppio maschile si sono imposti John Newcombe e Tony Roche.Nel doppio femminile hanno trionfato Françoise Dürr e Gail Sherriff Chanfreau. Nel doppio misto la vittoria è andata a Billie Jean King in coppia con Owen Davidson.

## Seniors

### Singolare maschile
Roy Emerson ha battuto in finale  Tony Roche con il punteggio di 6–1, 6–4, 2–6, 6–2.

### Singolare femminile
Françoise Dürr ha battuto in finale  Lesley Turner con il punteggio di 4–6, 6–3, 6–4.

### Doppio maschile
John Newcombe /  Tony Roche hanno battuto in finale  Roy Emerson /  Ken Fletcher con il punteggio di 6–3, 9–7, 12–10.

### Doppio Femminile
Françoise Dürr /  Gail Sherriff Chanfreau hanno battuto in finale  Annette Van Zyl /  Pat Walkden con il punteggio di 6–2, 6–2.

### Doppio Misto
Billie Jean King /  Owen Davidson hanno battuto in finale  Ann Haydon Jones /  Ion Țiriac con il punteggio di 6–3, 6–1.